# Campionati mondiali di bob 1971
I Campionati mondiali di bob 1971, ventottesima edizione della manifestazione organizzata dalla Federazione Internazionale di Bob e Skeleton, si sono disputati a Breuil-Cervinia, in Italia, sulla pista "Lac Bleu". La località valdostana (frazione del comune di Valtournenche) ha ospitato quindi le competizioni iridate per la prima volta nel bob a due e nel bob a quattro uomini.
L'edizione ha visto prevalere l'Italia che si aggiudicò una medaglia d'oro e due d'argento sulle sei disponibili in totale, sopravanzando la Svizzera con un oro e lasciando all'Austria e alla Germania Ovest i due bronzi. I titoli sono stati infatti conquistati nel bob a due uomini dagli italiani Gianfranco Gaspari e Mario Armano e nel bob a quattro dagli svizzeri René Stadler, Max Forster, Erich Schärer e Peter Schärer.

## Risultati

### Bob a due uomini
La gara si è disputata il 23 febbraio 1971 nell'arco di due manches, vennero infatti annullate le successive due a causa di un'abbondante nevicata. 
| Pos. | Atleti                          | Nazione | Tempo   | Distacco |
| ---- | ------------------------------- | ------- | ------- | -------- |
|      | Gianfranco Gaspari Mario Armano | Italia  | 2:22.80 |          |
|      | Enzo Vicario Corrado Dal Fabbro | Italia  | 2:22.98 | +0.18    |
|      | Herbert Gruber Josef Oberhauser | Austria | 2:23.38 | +0.58    |

### Bob a quattro

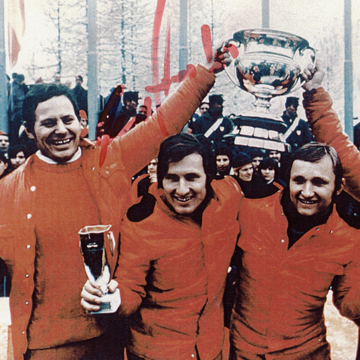
da sinistra Max Forster, Peter Schärer ed Erich Schärer, componenti del quartetto svizzero campione del mondo 1971 con René Stadler (assente nella foto)

| Pos. | Atleti                                                                   | Nazione        |
| ---- | ------------------------------------------------------------------------ | -------------- |
|      | René Stadler Max Forster Erich Schärer Peter Schärer                     | Svizzera       |
|      | Oscar Dandrea Alessandro Bignozzi Antonio Brancaccio Renzo Caldara       | Italia         |
|      | Wolfgang Zimmerer Stefan Gaisreiter Walter Steinbauer Peter Utzschneider | Germania Ovest |

## Medagliere
| Posizione | Nazione        | Oro | Argento | Bronzo | Totale |
| --------- | -------------- | --- | ------- | ------ | ------ |
| 1         | Italia         | 1   | 2       | 0      | 3      |
| 2         | Svizzera       | 1   | 0       | 0      | 1      |
| 3         | Austria        | 0   | 0       | 1      | 1      |
| 3         | Germania Ovest | 0   | 0       | 1      | 1      |
| Totale    | Totale         | 2   | 2       | 2      | 6      |